# Magnetisk anisotropi
Magnetisk anisotropi är riktningsberoendet för ett materials magnetiska egenskaper. Vid avsaknandet av ett pålagt magnetfält har ett magnetiskt isotropiskt material ingen föredragen riktning för dess magnetiska moment, medan ett magnetiskt anisotropiskt material ställer in sitt magnetiska moment med en av de lätta axlarna. En lätt axel är en energetiskt fördelaktig riktning för spontan magnetisering, vilket bestäms av orsaker listade nedan. De två motstående riktningarna längs med ett lätt axel brukar vara ekivalenta och den faktiska magnetiseringsriktningen kan vara längs med vilken som helst av dem.
Magnetisk anisotropi är ett krav för hysteres i ferromagneter: utan den är en ferromagnet superparamagnetisk.